# Black Pumas
Black Pumas sind eine amerikanische Band aus Austin, Texas. Sie besteht aus dem Sänger Eric Burton und dem Gitarristen und Produzenten Adrian Quesada und spielt eine Mischung aus Soul- und Funk-Stücken mit Latin-Einflüssen. Sie wurde als „Best New Artist“ für einen Grammy bei den Grammy Awards 2020 nominiert.

## Bandgeschichte
Das Duo Black Pumas wurde 2017 durch den Sänger Eric Burton und den Gitarristen Adrian Quesada gegründet. Quesada war Mitglied der Latin-Band Grupo Fantasma, mit der er mit dem Album Sonidos Gold für den Grammy Award for Best Latin Rock, Urban or Alternative Album nominiert wurde und diesen für das 2010 erschienene Album El Existential auch gewann. Zudem war Quesada Teil der ebenfalls in Austin gegründeten Band Brownout und arbeitete mit zahlreichen Solisten zusammen, darunter etwa Prince oder Daniel Johnston. Eric Burton war vor der Gründung der Black Pumas vor allem als Straßensänger unterwegs und wurde Quesada durch einen gemeinsamen Freund vorgestellt, als dieser 2017 einen Sänger für ein neues Projekt suchte.
Die Black Pumas veröffentlichten ihr erstes Album mit dem Titel Black Pumas am 21. Juni 2019 bei ATO Records. Sie spielten 2019 beim South by Southwest und gewannen eine Trophäe als beste neue Band bei den Austin Music Awards 2019. Im November 2019 wurden sie als „Best New Artist“ für einen Grammy bei den Grammy Awards 2020 nominiert. Die Deluxe Edition ihres Debütalbums war 2021 für den „Grammy Award for Album of the Year“ nominiert. Der Song Colors zeitgleich für den „Grammy Award for Record of the Year“ und „Grammy Award for Best American Roots Performance“. 2022 folgten Nominierungen in den Kategorien „Grammy Award for Best Rock Performance“ (für das Lied Know You Better (Live from Capitol Studio A)) und „Grammy Award for Best Rock Album“ (für das Livealbum Capitol Cuts – Live from Studio A).
Das zweite Studioalbum Chronicles of a Diamond wurde, zusammen mit der Single More Than a Love Song, im August 2023 angekündigt und wurde am 27. Oktober 2023 veröffentlicht.

## Diskografie
Studioalben

| Jahr | Titel Musiklabel                    | Höchstplatzierung, Gesamtwochen, AuszeichnungChartplatzierungen (Jahr, Titel, Musiklabel, Platzierungen, Wochen, Auszeichnungen, Anmerkungen) | Höchstplatzierung, Gesamtwochen, AuszeichnungChartplatzierungen (Jahr, Titel, Musiklabel, Platzierungen, Wochen, Auszeichnungen, Anmerkungen) | Höchstplatzierung, Gesamtwochen, AuszeichnungChartplatzierungen (Jahr, Titel, Musiklabel, Platzierungen, Wochen, Auszeichnungen, Anmerkungen) | Höchstplatzierung, Gesamtwochen, AuszeichnungChartplatzierungen (Jahr, Titel, Musiklabel, Platzierungen, Wochen, Auszeichnungen, Anmerkungen) | Anmerkungen                            |
| Jahr | Titel Musiklabel                    | DE | AT | CH | US | Anmerkungen                            |
| ---- | ----------------------------------- | --- | --- | --- | --- | -------------------------------------- |
| 2019 | Black Pumas ATO Records             | DE51 (1 Wo.)DE | — | CH58 (6 Wo.)CH | US86 Gold · (3 Wo.)US | Erstveröffentlichung: 21. Juni 2019    |
| 2023 | Chronicles of a Diamond ATO Records | DE16 (2 Wo.)DE | AT21 (1 Wo.)AT | CH19 (1 Wo.)CH | US69 (1 Wo.)US | Erstveröffentlichung: 27. Oktober 2023 |

Livealben
- 2021: Capitol Cuts (Live from Studio A)

Singles
- 2018: Black Moon Rising
- 2019: Colors (UK: Silber, US: Platin)
- 2020: OCT 33
- 2020: Fire
- 2020: I’m Ready
- 2020: Christmas Will Really Be Christmas
- 2021: Strangers (featuring Lucius)
- 2023: More Than a Love Song

## Auszeichnungen für Musikverkäufe
| Goldene Schallplatte - Frankreich - 2024: für das Album Black Pumas - Spanien - 2024: für die Single Colors | Platin-Schallplatte - Frankreich - 2024: für die Single Colors - Neuseeland - 2024: für die Single Colors |

Anmerkung: Auszeichnungen in Ländern aus den Charttabellen bzw. Chartboxen sind in ebendiesen zu finden.
| Land/RegionAuszeichnungen für Musikverkäufe (Land/Region, Auszeichnungen, Verkäufe, Quellen) | Silber  | Gold     | Platin     | Verkäufe  | Quellen             |
| -------------------------------------------------------------------------------------------- | ------- | -------- | ---------- | --------- | ------------------- |
| Frankreich (SNEP)                                                                            | —       | Gold1    | Platin1    | 250.000   | snepmusique.com     |
| Spanien (Promusicae)                                                                         | —       | Gold1    | —          | 30.000    | elportaldemusica.es |
| Neuseeland (RMNZ)                                                                            | —       | —        | Platin1    | 30.000    | radioscope.co.nz    |
| Vereinigte Staaten (RIAA)                                                                    | —       | Gold1    | Platin1    | 1.500.000 | riaa.com            |
| Vereinigtes Königreich (BPI)                                                                 | Silber1 | —        | —          | 200.000   | bpi.co.uk           |
| Insgesamt                                                                                    | Silber1 | 3× Gold3 | 3× Platin3 |           |                     |

## Belege
1. 1 2 3 4  
Christie Carras: Who are Black Pumas, the Grammys’ most mysterious new artist nominee? In: Los Angeles Times. 20. November 2019, abgerufen am 1. Februar 2020 (englisch).
2. 1 2  
Glenn Rowley: Black Pumas: 5 Things to Know About the 2020 Best New Artist Grammy Nominees. In Billboard. 20. November 2019, abgerufen am 1. Februar 2020 (englisch).
3. ↑  
Stephen Thomas Erlewine: Black Pumas: Black Pumas. In: Pitchfork. 1. Juli 2019, abgerufen am 1. Februar 2020 (englisch).
4. ↑  Evan Minsker: Black Pumas Announce New Album Chronicles of a Diamond, Share Song. In: Pitchfork. 22. August 2023, abgerufen am 23. August 2023 (englisch).
5. ↑  Chartquellen: DE AT CH US